# Мелеагр и Аталанта
«Мелеагр и Аталанта» — картина фламандского художника Якоба Йорданса, написанная в 1617—1618 годах по сюжету из поэмы Овидия «Метаморфозы». На полотне изображён спор за главный трофей калидонской охоты — голову огромного вепря. Мелеагр присудил его Аталанте, так как именно она первая ранила зверя из своего лука. Другие охотники с этим не согласны и пытаются отобрать у неё голову. Мелеагр выхватывает меч и убивает обидчиков Аталанты. Долгое время полотно считалось копией одноимённой картины, хранящейся в Королевском музее изящных искусств в Антверпене, выполненной не самим художником, а его мастерской. В 2013 году в ходе проведённой реставрации была обнаружена авторская подпись Йорданса.
С 1809 года картина находилась в собрании графа Н. П. Шереметева, в 1920-х годах была передана Государственному Эрмитажу, а в 1949 году — Екатеринбургскому музею изобразительных искусств, где и находится в настоящее время.

## Сюжет
В основе сюжета картины лежит поэма Овидия «Метаморфозы». В VIII книге поэмы (стихи 260—546) рассказывается об охоте на огромного вепря — чудовища, насланного Артемидой на калидонские поля за то, что царь Ойней (Эней) забыл принести ей жертву. Вепрь крушил всё на своём пути, уничтожал урожай, убивал скот и людей. Мелеагр, сын Ойнея, решил разделаться со зверем. Он позвал себе в помощь героев-участников похода аргонавтов: Кастора и Полидевка, Тесея, Ясона и других. Была с ними и Аталанта, дева-охотница, с которой у Мелеагра завязался роман. Именно она первой ранила вепря стрелой в спину. Затем Мелеагр своим копьём добил чудовище. Главный трофей — голову поверженного зверя — Мелеагр вручил Аталанте, но его дядя Плексипп, не желая признавать успеха лучницы, отобрал у неё добычу. Взбешённый Мелеагр в пылу спора и последовавшей за ним ссоры выхватил меч и убил своего дядю и двух его братьев.
Данный сюжет был весьма популярным во фламандской живописи первой половины XVII века. К нему, в частности, обращались Абрахам Янссенс (картина погибла в 1945 году), Питер Рубенс (Метрополитен-музей, Нью-Йорк) и другие. Но если Янссенс и Рубенс запечатлели момент передачи Мелеагром головы вепря Аталанте, то Йорданс в качестве ключевого выбрал другой момент, предшествующий непосредственной развязке трагедии.

## Описание
Йорданс изобразил, как спорящие с Мелеагром охотники протягивают руки, чтобы отобрать у Аталанты трофей. Главные герои находятся в пучке света, в то время как другие персонажи погружены в тень. Мы можем видеть только отдельные черты их лиц. Взгляд Аталанты направлен на Мелеагра, на лице читаются горечь и обида. Реакция Мелеагра молниеносна: в его душе закипел гнев, а рука протянулась к рукоятке меча. Ещё одно мгновение, и меч будет выхвачен из ножен и пущен в дело, а обида, нанесённая любимой женщине, будет отомщена. Динамизм сцены придаёт не только поза Мелеагра, уже готового схватиться за оружие, но и протянутые к Аталанте и голове зверя из темноты руки. Несмотря на то, что в левой части картины три персонажа, количество рук изображено на две больше. Складывается впечатление, что Мелеагру противостоит значительно больше людей, но его это не страшит, и за свою любовь он готов бороться и с превосходящим по численности противником.
До 2013 года считалось, что картина написана не самим Йордансом, а списана с авторской работы художника кем-то из его мастерской. За оригинальное полотно принимали картину из Королевского музея изящных искусств в городе Антверпене (инв. 844). Обнаружение в 2013 году подписи художника на картине из Екатеринбурга побудило исследователей к более пристальному изучению и сравнению работ. Йорданс не раз повторял некоторые из своих излюбленных сюжетов, как, например, «Бобовый король», «Сатир в гостях у крестьянина» и другие. Так что существование нескольких авторских версий и этой картины — вероятно. При этом авторской подписи на версии из Антверпена нет. На первый взгляд она кажется идентичной екатеринбургской (см. иллюстрацию ниже), только чуть меньшего размера (156,6 х 123,0 см версия в Екатеринбурге и 152 х 120 см версия в Антверпене). Однако исследователи указывают, что антверпенская версия построена на более резких контрастах света и тени, в то время как в екатеринбургской световые переходы сделаны плавнее. Главное отличие картин — облик Аталанты (см. иллюстрацию справа). Несмотря на то, что на обоих полотнах изображён один и тот же женский тип со схожими чертами лица, в антверпенской версии художник немного сузил глаза героини, сделал полнее щёки и шею. В итоге образ получился более простонародный и даже мужеподобный.
Также известны подготовительный рисунок к картине (репродуцирован в книге M. Rooses. Jacob Jordaens. His life and work, London — New York, 1908, с.12) и моделло из музея Лихтенштейн в Вене (инв. GE 108; дерево, масло; 73,0 х 98,0 см). Это моделло изначально было вертикального формата, однако затем доску надставили сверху и с боковых сторон. В получившуюся горизонтальную композицию художник вписал ряд новых фигур, оставив при этом нетронутым первоначальное изображение. Исследователи отмечают, что образ Аталанты с этого эскиза «имеет равные шансы» быть переписанным на холст и в виде охотницы, как на картине из Екатеринбурга, и в виде простонародной девы-воительницы, как на полотне из Антверпена. Но так как подпись автора обнаружена только на екатеринбургской версии, нельзя исключать, что художник считал основным вариантом именно её.
Позже Якоб Йорданс снова вернулся к теме Мелеагра и Аталанты и написал ещё одну, более развёрнутую по составу и композиции, картину. В настоящее время она хранится в музее Прадо в Мадриде (см. иллюстрацию ниже). Исследователи относят это полотно к 1620—1623 годам, его размер 152,3 х 240 см, то есть оно в два раза шире версии из Екатеринбурга. В 2016 году английский искусствовед Бендор Гросвенор обратил внимание на похожую работу в хранилище Музея Суонси в Уэльсе, считающуюся копией картины XVIII века неизвестного автора. Он усомнился в такой атрибуции. Дальнейшие исследования показали, что работа могла быть написана между 1619 и 1622 годами. Позже подлинность картины подтвердил директор Дома-музея Рубенса в Антверпене. В настоящее время считается, что в музее Уэльса хранится предварительный набросок для картины из Прадо, а его стоимость оценивается в 4 млн долларов.
- Вариации картины Йорданса «Мелеагр и Аталанта»:
- Якоб Йорданс. Мелеагр и Аталанта. Ок. 1618 год (авторское увеличение картины — ок. 1660). Дерево, масло, 73,0 х 98,0 см. Лихтенштейн, княжеская коллекция. Вена (инв. GE 108)
- Якоб Йорданс. Мелеагр и Аталанта. 1618 год. Холст, масло, 152 х 120 см. Королевский музей изящных искусств, Антверпен (инв. 844)
- Якоб Йорданс. Мелеагр и Аталанта. 1629—1622 годы. Дерево, масло, 89,0 х 114,3. Музей Суонси (Уэльс). В настоящее время считается предварительным наброском для картины из музея Прадо (Мадрид)
- Якоб Йорданс. Мелеагр и Аталанта. 1620—1623 годы. Холст, масло, 152,3 х 240 см. Музей Прадо, Мадрид (инв. P001546)

## Происхождение
Имя заказчика картины неизвестно. На территории России полотно впервые упоминается в 1809 году в собрании Петра Борисовича Шереметева (1713—1788). По описи оно находилось в его галерее Фонтанного дома. После смерти Петра Борисовича картина осталась в семье графов Шереметевых. После Революции коллекция была реквизирована в пользу государства. В 1919 году картина находилась в Доме-музее Шереметевых, а в 1920-х годах была передана Государственному Эрмитажу (инв. № 6619). В 1933 году Эрмитаж отправил картину на распродажу в Антиквариат с атрибуцией «копия с полотна Я. Йорданса». Однако холст не был продан и вернулся обратно в музей.
Во время Великой Отечественной войны эрмитажные коллекции были эвакуированы в Свердловск (ныне город Екатеринбург), где хранились в местном музее изобразительных искусств. В 1949 году Эрмитаж, в качестве благодарности за спасение своих экспонатов и хранение их во время войны, передал свердловскому музею (сейчас он носит название Екатеринбургский музей изобразительных искусств) десятки произведений, включая «Мелеагра и Аталанту». С этого времени полотно является частью основной экспозиции музея.
В 2012 году музей посетили руководитель отдела искусства старых мастеров музея Лакенхол (Лейден) Кристиан Фогелар и заведующий лабораторией масляной живописи Государственного Эрмитажа Виктор Коробов. Они подтвердили, что картина не поздняя копия, а подлинник, выполненный в мастерской Йорданса. Обнаруженная после реставрации подпись Якоба Йорданса позволила предположить, что работа написана непосредственно самим художником.

## Реставрации
В 2013 году при подготовке к выставке «Окно в Европу. Искусство Голландии, Фландрии и Бельгии XVII—XIX веков» в музее провели реставрацию картины. В частности было регенерировано лаковое покрытие. При этом в левой нижней части полотна на изображении поясного кошеля у персонажа в красном реставраторы обнаружили подпись: J JORDAENS FECIT, что означает «Я. Йорданс сделал». Дальнейшие исследования показали, что надпись находится в оригинальном авторском красочном слое холста. Сотрудники музея указывают, что похожий автограф Йорданса виден и на одной из первых датированных работ художника — картине «Поклонение пастухов» (Национальный музей Швеции). Учитывая, что Йорданс крайне редко подписывал свои работы, обнаруженный автограф — уникальное событие. Российские СМИ назвали его сенсацией.
О более ранней реставрации полотна упоминает заведующая отделом отечественного и зарубежного искусства Екатеринбургского музея изобразительных искусств Ольга Горнунг. В ходе эрмитажной реставрации был дублирован холст и натянут на подрамник особой конструкции. Сохранность полотна была вполне удовлетворительной, однако имелась некоторая деформация холста, а также пожелтение лаковой пленки, которые не мешали общему восприятию живописи.

## Выставки
Картина находится на постоянной экспозиции в Екатеринбургском музее изобразительных искусств.
Крупнейшие выставки:
- «Окно в Европу». Искусство Голландии, Фландрии и Бельгии XVII—XIX веков. Екатеринбургский музей изобразительных искусств. 1 марта — 19 мая 2013 года[13]
- «В память о прошлом на будущее». Послевоенный дар Эрмитажа. Екатеринбургский музей изобразительных искусств. 6 апреля — 2 октября 2016 года[27][10]
- «Якоб Йорданс (1593—1678). Картины и рисунки из собраний России». Государственный Эрмитаж. 2 марта — 26 мая 2019 года[28][29]
- «Русский Йорданс. Картины и рисунки Якоба Йорданса из собраний России». Государственный музей изобразительных искусств имени А. С. Пушкина. 17 сентября — 30 ноября 2019 года[8][30]